# 馬普托河
馬普托河（英語：Maputo River）是非洲南部的河流，位於南非、斯威士蘭和莫桑比克境內，發源自南非龍山山脈，向東流經斯威士蘭，最終在莫桑比克的馬普托灣注入印度洋。
26°11′S 32°42′E / 26.183°S 32.700°E